# أنخيل شافاريا
أنخيل شافاريا (بالإسبانية: Ángel Chavarría)‏ هو لاعب كرة قدم مكسيكي، ولد في 18 يونيو 1991.